# 니가타 종합 TV

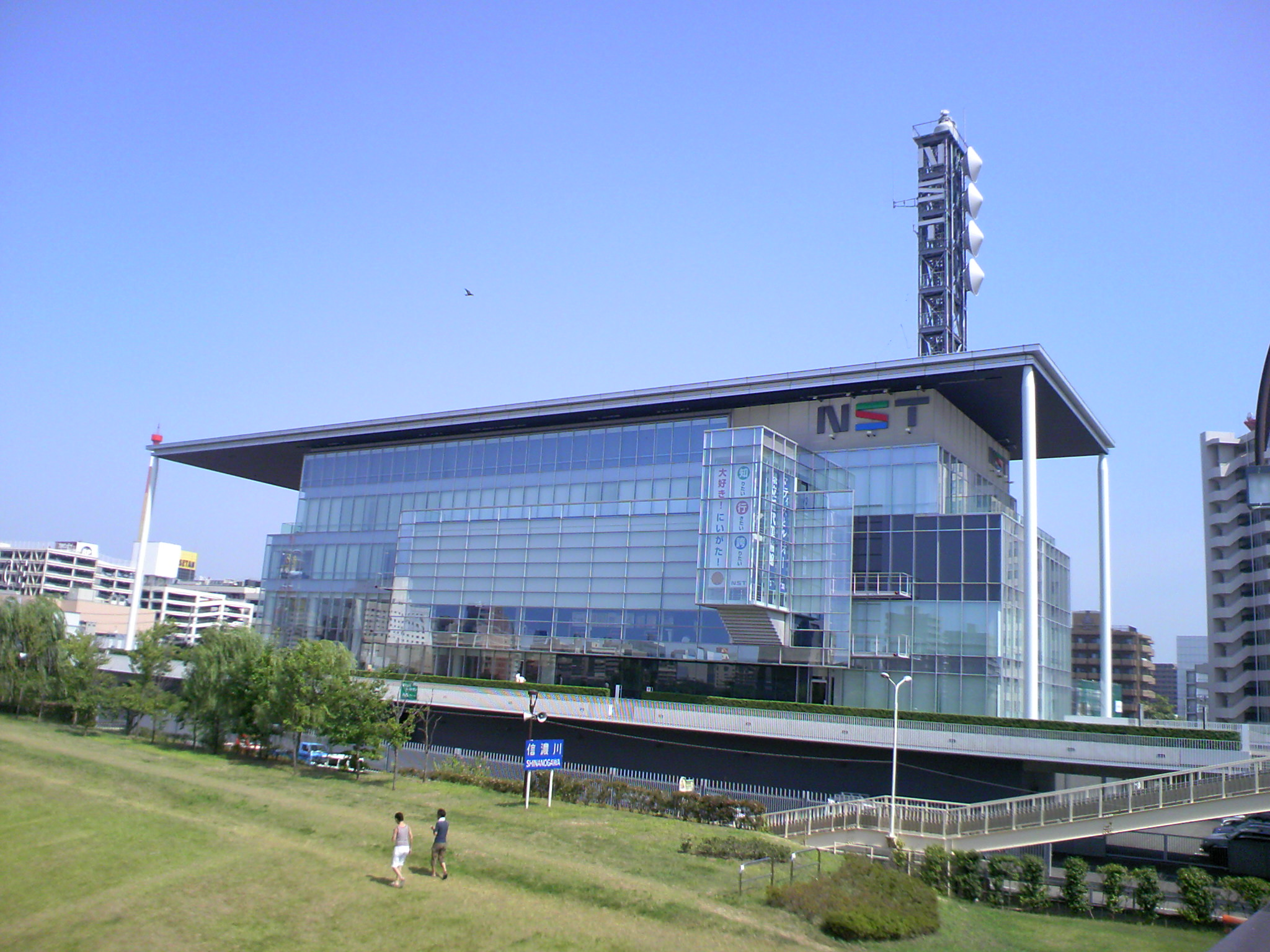
니가타 종합 TV

니가타 종합 TV는 1968년 12월 16일 니가타현의 2번째 민영방송국으로 개국했다.
약칭은 NST, 콜사인은 JONH-DTV이다.

## 개요
- 1968년 12월 16일 개국하였으며 니가타현의 2번째 민영 방송국이자 니가타 현 최초의 UHF 텔레비전 방송국이다.

- 니가타현에 2번째 민영 텔레비전 방송국 주파수 할당 계획이 발표되었을 때 후지 TV등 후지산케이 그룹, 니혼TV등 요미우리 신문그룹, NET-TV(현TV 아사히) 등 아사히 신문그룹 등 많은 곳에서 면허 신청이 나왔지만 조정에 의해 일원화되어 3사가 같이 투자하는 형태로 회사를 설립해 회사명에“종합”이라는 명칭이 붙여졌다.

- 방송 네트워크 가입 상태가 트리플 크로스 네트워크 상태였을때는 도쿄 12채널(현TV 도쿄)의 프로그램도 구입해 방송하고 있어 편성에서 4국의 프로그램이 혼재하는 상태가 계속되고 있었다.자사제작 프로그램이 적다고 비판을 받았지만 그 뒤 1981년 4월에 TV 니가타 방송망이 개국하여 NNN/NNS를 탈퇴. 1983년 10월 니가타 TV21이 개국하면서 ANN을 탈퇴하여, 후지TV 계열 완전가맹국이 되어 현재에 이른다.

- 후지TV 완전가맹국화 이후에도 낮이나 심야 시간대에는 후지TV 프로그램보다 오히려 TV 도쿄 프로그램을 주체로 한 편성 체제를 시행하고 있었고 자사 제작율이 여전히 낮았으나 1990년대에 들어서 자사 제작율이 서서히 상승하는 동시에 후지TV 프로그램의 시간차방송도 감소해갔으며 2004년에는 본사를 이전하는 등 설비 투자를 적극적으로 하고 있다.

## 연혁
- 1967년 11월 1일 예비 면허 취득.
- 1968년 3월 2일 NST 니가타 종합 TV 설립.
- 1968년 11월 7일　방송 시험 전파 발사.
- 1968년 11월 29일 방송 면허 취득.서비스 방송을 개시(컬러 방송도 동시에 개시).
- 1968년 12월 16일 FNN, NNN, NET-TV 계열의 트리플 크로스 네트워크 방송국으로서 개국.
- 1969년 10월 1일　FNS발족과 동시에 가맹.
- 1970년 1월　ANN발족과 동시에 가맹.
- 1975년 3월 31일　준 중심방송국 네트워크 교체에 따라 마이니치 방송 제작 프로그램이 니가타 방송에 이행되고 이로 인해 아사히 방송제작 프로그램을 방송하게 된다.(1983년 9월 30일까지)
- 1981년 4월 1일 TV 니가타 방송망개국에 따라 NNN을 탈퇴하면서 FNN,ANN 크로스 네트워크 방송국이 된다.
- 1981년 7월 1일 음성다중방송 개시
- 1983년 10월 1일 니가타 TV21개국에 따라 ANN을 탈퇴하고 FNN계열 완전가맹국이 된다.
- 1989년 7월 후지 네트워크의 위성 이용 방송 시스템(F-SAT) 운용 개시
- 1991년 10월 니가타·나가오카 방송 센터(연주소 설비)가 니가타에 이전 통합.
- 1992년 4월 위성 이용 뉴스 중계 시스템(SNG) 운용 개시.
- 1997년 10월 문자다중방송 개시.
- 2000년 1월 지금까지 TBS 계열국인 니가타 방송에서 방송되고 있던 후지TV 제작 경마 프로그램이 NST로 이행된다.
- 2005년 10월 1일 지상파 디지털 텔레비전 방송 시험 전파 발사.
- 2005년 10월 25일 지상파 디지털 텔레비전 방송의 시험 방송 개시.
- 2006년 2월 27일 지상파 디지털 텔레비전 방송의 아날로그 텔레비전과의 동시 서비스 방송 개시.
- 2006년 4월 1일 오전 4시 40분, 지상파 디지털 텔레비전 본방송과 동시에원세그의 본방송도 개시.
- 2011년 7월 25일 오전 0시, 지상파 아날로그 텔레비전 방송 완전 종료.

## 뉴스 네트워크의 변천
- 1968년 12월 16일 니혼TV·후지 TV·NET-TV 트리플 크로스 넷방송국으로서 텔레비전 본방송을 개시.뉴스 네트워크는 NNN·FNN·NET-아사히 TV 뉴스계열 방송국이었다.
- 1969년 10월 1일 이 날 발족한 FNS에 가맹.
- 1970년 1월 1일 ANN 가맹.
- 1972년　이 해 발족한 NNS발족과 동시에 가맹.
- 1975년 3월 31일 준 중심방송국 네트워크 교환에 따라 트리플 크로스 네트워크 준 중심방송국이요미우리 TV 방송·간사이 TV 방송·마이니치방송에서 요미우리TV·간사이TV·아사히 방송으로 변경된다.
- 1981년 4월 1일 TV 니가타 방송망 개국에 의해 NNN·NNS를 탈퇴하면서 니혼TV 프로그램이 TV 니가타로 이행되었다. 그 후 니가타 방송에서 개국 당시 이행되지 않았던 TV 아사히 프로그램이 이행되지만, 이 조치에 의해 후지TV 프로그램 방송빈도가 줄어든다.
- 1983년 10월 1일 니가타 TV21 개국에 따라 ANN을 탈퇴하면서 니가타 방송에서 방송되던 후지 텔레비전 프로그램이 이행되면서 FNN·FNS 완전가맹국화가 완료되지만, 후지 TV 제작 경마 프로그램은 니가타 방송에서 계속 방송되었다.
- 2000년 1월 1일 후지TV 제작 경마 프로그램이 니가타방송에서 이행되었다.

## 특징
- 회사명칭에 있는 '종합'이라는 명칭은 방송국 개국당시 후지 TV·니혼TV·NET-TV와 네트워크 관계를 맺은 것에서 기인한다. 그러나 현재는 후지TV 단독가맹국이기 때문에, 종합의 의미는 없어졌다.
- 자사 제작 프로그램을 잘 만들지 않아서 한때 키국인 후지 TV에서 이 점에 대해 강력히 비판한 적이 있었다.
- 니가타 현에서 첫 번째로 개국한 UHF 방송국이라 개국전에는 현내 각지에서 행사를 할 때 UHF 변환 장치 보급 촉진 운동을 실시하고 있었다.
- 방송국 신청 조종당시 중간조정자 역할을 니가타현 출신 정치가 다나카 가쿠에이가 했으며 설립주체가 후지산케이 그룹이며 방송국 자체가 친 다나카파라고 하는 이유로 니가타 현에서는 보수적인 보도기관으로 알려져 있다.

## 니가타현에 있는 다른 텔레비전·라디오 방송국
- NHK 니가타 방송국
- TV 니가타 방송망(TeNY)(니혼 TV 계열)
- 니가타 TV21(UX)(TV 아사히 계열)
- 니가타 방송(BSN)(TV는 도쿄 방송 계열, 라디오는 JRN&NRN계열)
- FM라디오니가타(JFN 계열)
- 니가타현민 FM방송(독립 라디오 방송국)